# Euphrasia sibirica
Euphrasia sibirica är en snyltrotsväxtart som beskrevs av Sergievsk.. Euphrasia sibirica ingår i släktet ögontröster, och familjen snyltrotsväxter. Inga underarter finns listade i Catalogue of Life.